# Майкл Еклунд
Майкл Еклунд (англ. Michael Eklund; 31 липня 1962, Саскатун, Канада) — американо-канадський актор, більш відомий за своїми ролями Майкла Фостера у фільмі «Виклик» та Зейна Карпентера у серіалі «Мотель Бейтсів». Лауреат багатьох премій «Leo Award».

## Біографія
Майкл Еклунд народився 31 липня 1962 року в Саскатуні, Канада.
Батьки Майкла — Белінда і Джері Еклунд. У дитинстві займався бджільництвом та доглядом за альпаками на батьківській фермі. У школі брав участь у театральних виставах, але планував стати художником. Для досягнення цієї мети Майкл вступив до коледжу мистецтв в Альберті, де зустрівся із майбутньою дружиною, письменницею Меган Беннет. Саме завдяки цій зустрічі Еклунд кинув навчання у коледжі та вирушив у Ванкувер, щоб стати актором.

## Кар'єра
У кіно дебютував у 2000 році та згодом познайомився з режисером Уве Боллом, який знімав екранізації комп'ютерних ігор. Майкл Еклунд з'являється майже у кожному фільмі Болла. 2006 року знімався в ролі продажного поліцейського Рене Дежардена в канадському серіалі «Розвідка», а також з'явився в ролі Маркуса в серіалі «Я вибираю Еліс». Водночас Еклунд почав часто з'являтися в американських фільмах.
2006 року він пробувався на головну роль Майка Селуччі у вампірському серіалі «Кровні узи». У результаті йому дісталася роль викликача демонів Нормана Брідвелла, яку він грав протягом кількох епізодів.
У 2007 Майкл отримав одну з головних ролей у фільмі "Латекс". Наступного, 2008 року, йому дісталася невелика, але незабутня роль консьєржа Джей-Ті Райкера в трилері «88 хвилин», в якому знімався Аль Пачіно.
У 2011 році знімався у фантастичному трилері «Розділювач», у 2012 - виконав головну роль у фільмі «Помилки людського тіла», за яку отримав кілька нагород. У 2013 році він виконав головну негативну роль у «Виклику», де його персонаж протистояв героїням актрис Геллі Беррі та Ебігейл Бреслін, і також з'явилася інформація про те, що він зніметься у головній ролі у фільмі «Едвард». За цю роль він отримав премію "Лео". У тому ж році зіграв невелику роль слешері «Не бачу зла 2».
Також у 2014 році Майкл грав роль Зейна Моргана у другому сезоні серіалу «Мотель Бейтсів», а потім отримав одну з головних ролей у вестерні «Холодний узвіз». Пізнішу назву проєкту змінили на West of Hell, а дату прем'єри призначено на 2017 рік.
З 2016 по 2017 роки грав другорядні ролі у телесеріалах «Вайнона Ерп» та «Холістичне детективне агентство Дірка Джентлі».

## Фільмографія

### Фільми
| Рік  |   | Українська назва                         | Оригінальна назва                             | Роль                  |
| ---- | - | ---------------------------------------- | --------------------------------------------- | --------------------- |
| 2001 | ф | Сутінок розуму                           | Blackwoods                                    | Біллі                 |
| 2002 | в |                                          | K-9: P.I.                                     | Біллі Кокран          |
| 2002 | ф | Божевільне пограбування                  | Stark Raving Mad                              | худий хлопець         |
| 2003 | ф | Дім мерців                               | House of the Dead                             | Г'ю                   |
| 2006 | ф |                                          | The Entrance                                  | Раян Джеймс           |
| 2007 | ф | Сід: Помста повсталого                   | Seed                                          | кат                   |
| 2007 | ф | 88 хвилин                                | 88 Minutes                                    | Джей-Ті Райкер        |
| 2007 | ф | В ім'я короля: Історія облоги підземелля | In the Name of the King: A Dungeon Siege Tale | Скаут                 |
| 2007 | ф | Постал                                   | Postal                                        | незадоволена людина   |
| 2007 | ф | Бладрейн 2: Звільнення                   | BloodRayne II: Deliverance                    | проповідник           |
| 2008 | ф |                                          | Inconceivable                                 | Марлон Белл           |
| 2009 | ф | Хранителі                                | Watchmen                                      | чоловік у натовпі     |
| 2009 | ф | Імаджинаріум доктора Парнаса             | The Imaginarium of Doctor Parnassus           | асистент Тоні         |
| 2010 | в | Козирні тузи 2                           | Smokin' Aces 2: Assassins' Ball               | людина на морі        |
| 2010 | ф | Спіймати, щоб убити                      | Hunt to Kill                                  | Гірі                  |
| 2011 | ф | Розділювач                               | The Divide                                    | Боббі                 |
| 2011 | ф | Тактична сила                            | Tactical Force                                | Кенні                 |
| 2011 | ф | Сестри і брати                           | Sisters & Brothers                            | режисер               |
| 2011 | ф | Судний день                              | The Day                                       | батько                |
| 2012 | ф |                                          | Errors of the Human Body                      | Джеффрі Бертон        |
| 2013 | ф |                                          | The Marine 3: Homefront                       | Екерт                 |
| 2013 | ф | Виклик                                   | The Call                                      | Майкл Фостер          |
| 2013 | ф |                                          | Assault on Wall Street                        | Маккей                |
| 2014 | ф |                                          | Cruel & Unusual                               | Жульєн                |
| 2014 | ф |                                          | See No Evil 2                                 | Холден                |
| 2015 | ф | Мій хлопець — кілер                      | Mr. Right                                     | Джонні Мун            |
| 2015 | ф | В ліс                                    | Into the Forest                               | Стен                  |
| 2016 | ф |                                          | Chokeslam                                     | Люк Петрі             |
| 2017 | ф |                                          | The Sound                                     | детектив Джон Річардс |
| 2018 | ф |                                          | West of Hell                                  | Роланд Берслі         |
| 2019 | ф | Холодна помста                           | Cold Pursuit                                  | Стів "Спідо" Мілінер  |
| 2021 | ф | Ненаситний                               | Antlers                                       | Кенні Гласс           |
| 2022 | в | Детектив Найт: Бунтар                    | Detective Knight: Rogue                       | Вінна                 |
| 2022 | в | Детектив Найт: Спокута                   | Detective Knight: Redemption                  | Вінна                 |
| 2023 | в | Детектив Найт: Незалежність              | Detective Knight: Independence                | Вінна                 |
| 2024 | ф | Тиша                                     | The Silent Hour                               | Енджел Флорес         |
| 2025 | ф | Під замком                               | Locked                                        | Карл                  |

### Телебачення
| Рік       |   | Українська назва                              | Оригінальна назва                       | Роль                      |
| --------- | - | --------------------------------------------- | --------------------------------------- | ------------------------- |
| 2000      | с | Темний ангел                                  | Dark Angel                              | офіцер Міллер             |
| 2000      | с |                                               | Level 9                                 | друїд                     |
| 2001      | с | Мисливці за нечистю                           | Special Unit 2                          | White Guy                 |
| 2001      | с | Таємниці Смолвіля                             | Smallville                              | Вілл                      |
| 2002      | с | Єремія                                        | Jeremiah                                | Вернон Діггз              |
| 2002      | с | Зоряна брама: SG-1                            | Stargate SG-1                           | темноволосий чоловік      |
| 2003      | с | Мертві, як я                                  | Dead Like Me                            | протестувальник           |
| 2003      | с | Зоряний крейсер «Галактика»                   | Battlestar Galactica                    | Просна                    |
| 2004      | с | 4400                                          | The 4400                                | Дін Кітінг                |
| 2005—2007 | с | Розвідка                                      | Intelligence                            | Рене Дежарден             |
| 2006      | с | Майстри жахів                                 | Masters of Horror                       | касир                     |
| 2007      | с | Втікачі                                       | Traveler                                | Джиммі                    |
| 2007      | с | Таємниці Смолвіля                             | Smallville                              | Ріхтер Меддокс            |
| 2007      | с | Ясновидець                                    | Psych                                   | Рубен Леонард             |
| 2008      | с | Надприродне                                   | Supernatural                            | Ед Брюер                  |
| 2010      | с | Каприка                                       | Caprica                                 | Вейлон                    |
| 2010      | с | Межа                                          | Fringe                                  | Міло                      |
| 2011      | с | Ендшпіль                                      | Endgame                                 | Дікон                     |
| 2012      | с | Алькатрас                                     | Alcatraz                                | Кіт Нельсон               |
| 2013      | с | Стріла                                        | Arrow                                   | Бартон Матіс / Лялькар    |
| 2014      | с | Майже людина                                  | Almost Human                            | Ерік Латем                |
| 2014      | с | Мотель Бейтсів                                | Bates Motel                             | Зейн Морган-Карпентер     |
| 2014      | с | Ясновидець                                    | Psych                                   | менеджер                  |
| 2015      | с | Ґотем                                         | Gotham                                  | Боб                       |
| 2015      | с | Континуум                                     | Continuum                               | Роберт Зорін              |
| 2016—2019 | с |                                               | Wynonna Earp                            | Бобо Дель Рей/Роберт Свен |
| 2016—2017 | с | Холістичне детективне агентство Дірка Джентлі | Dirk Gently's Holistic Detective Agency | Мартін                    |
| 2018      | с | Зінакшений вуглець                            | Altered Carbon                          | Близнюк Дімі              |
| 2020      | с | Легенди завтрашнього дня                      | Legends of Tomorrow                     | Распутін                  |
| 2021      | с | Уламки                                        | Debris                                  | дилер на чорному ринку    |
| 2021      | с | Безмежне небо                                 | Big Sky                                 | Алан Хедлі                |